# Le Contrat (film, 1986)
Pour les articles homonymes, voir Le Contrat.
Pour plus de détails, voir Fiche technique et Distribution.
Le Contrat (Raw Deal) est un film américain réalisé par John Irvin, sorti en 1986.
Ce film policier d'action raconte l'histoire d'un ancien agent du FBI, incarné par Arnold Schwarzenegger, devenu shérif d'une petite ville après avoir été renvoyé de l'agence à la suite d'une bavure, qui est chargé par son ancien supérieur d'infiltrer une organisation mafieuse de Chicago responsable de la mort de son fils, afin de la détruire de l'intérieur. Basé sur un sujet original de Sergio Donati et Luciano Vincenzoni, collaborateurs récurrents de Sergio Leone, Le Contrat fut le dernier film avec Schwarzenegger produit par Dino de Laurentiis et l'acteur s'est engagé à le tourner à la condition que son contrat le liant au producteur soit annulé. 
Tourné pour une durée de deux mois entre octobre et décembre 1985 entre la Caroline du Nord et Chicago pour un budget estimé entre 8 et 10 millions de dollars, le long-métrage sort en salles aux États-Unis le 8 juin 1986 et n'obtient qu'un accueil critique souvent négatif. Au box-office, le film rapporte 16 millions de dollars de recettes sur le territoire américain mais est considéré comme un échec commercial au box-office, au vu des succès des deux précédents films mettant Schwarzenegger en tête d'affiche, Terminator et Commando, mais qui n'affectera en rien la carrière de l'acteur puisqu'il parviendra à rebondir dès l'année suivante avec Predator, qui sera un succès commercial au box-office. 

## Synopsis
Le 16 décembre 1985, dans une cabane isolée, où se trouve un indicateur du FBI, des tueurs à la solde du parrain de la Mafia de Chicago, Luigi Petrovita, font un massacre en tuant le témoin et également les agents chargés de sa protection avec des armes automatiques. L'un des agents morts, Blair, n'est autre que le fils d'Harry Shannon, chef du FBI, qui veut venger la mort de ce dernier. Pendant ce temps, le shérif d'une petite ville, Mark Kaminski retourne dans sa maison, où l'attend sa femme ivre, Amy, qui ne supporte pas ce changement de vie. En effet, Kaminski était un agent fédéral sous les ordres de Shannon, mais a dû démissionner cinq ans auparavant pour avoir sauvagement battu le meurtrier d'une jeune fille. Le soir, Shannon l'appelle pour le voir le lendemain, afin de lui parler d'une mission : vu qu'il ne peut rien faire officiellement, car il pense qu'il y a une taupe au sein de l'agence, il demande à Kaminski d'infiltrer le milieu, ce qui lui permettrait d'obtenir sa réintégration au FBI.
Après s'être fait passer pour mort, Kaminski prend l'identité d'un criminel, Joseph P. Brenner, et après avoir provoqué des dégâts chez un rival de Petrovita, Lamanski, il parvient à se faire intégrer au sein de l'équipe du mafieux, par l'intermédiaire du bras droit, Paulo Rocca, en prouvant sa valeur pour avoir harcelé Lamanski. Dans un des casinos situés au sous-sol et appartenant au milieu, il fait connaissance de Monique, travaillant pour un des lieutenants de Rocca, Max Keller, qui ne fait pas confiance à ce nouveau venu. L'infiltré parvient à faire son bonhomme de chemin dans l'organisation, grâce à l'élaboration d’un plan pour récupérer dans un commissariat des millions de dollars et de la drogue saisis par la police et à son aide pour éliminer Lamanski. Mais Keller le démasque grâce à un informateur de la police et l'emmène au cimetière tuer un policier, qui s'avère être Shannon. Ce dernier est blessé durant une fusillade qui s'ensuit, Kaminski réussissant à tuer Keller et son homme de main.
Grâce à l'aide de Monique, qui a le béguin pour lui, Kaminski prend la fuite et lui demande d'aller à l'aéroport et de l'attendre. Il part dans une planque pour y prendre un arsenal d'armes à feu, afin de tuer tous les membres de la famille Petrovita. Après avoir éliminé les hommes de main dans une des planques de la mafia, non sans avoir récupéré l'argent, il part au casino où se sont réfugiés les membres restants et il y tue un par un les responsables du décès de Blair, dont Rocca et Petrovita, mais également la taupe, Baxter, un procureur qui a brisé la carrière fédérale de Kaminsky et qui dirige un comité concernant les activités du mafioso, qui se trouvait sur les lieux. Se rendant à l'aéroport, il donne à Monique une somme d'argent et lui demande de partir seule en avion. 
À l'hôpital, Mark rend visite à Shannon, handicapé des suites de ses blessures, et le contraint à essayer de faire de la rééducation grâce à son soutien et à l'amour de son fils. Il arrive petit à petit à faire quelques pas, finissant par sourire avec son collègue.

## Fiche technique
- Titre : Le Contrat
- Titre original : Raw Deal
- Réalisation : John Irvin
- Scénario : Gary DeVore (en) et Norman Wexler, d'après une histoire de Luciano Vincenzoni et Sergio Donati
- Productrice : Martha Schumacher
- Musique : Chris Boardman, Tom Bähler (en) et Albhy Galuten (en)
- Directeur de la photographie : Alex Thomson
- Montage : Anne V. Coates
- Distribution des rôles : Mary Colquhoun
- Création des décors : Giorgio Postiglione
- Direction artistique : Maher Ahmad
- Décorateur de plateau : Hilton Rosemarin (en)
- Création des costumes : Clifford Capone
- Sociétés de production : De Laurentiis Entertainment Group, Famous Films et International Film Corporation
- Sociétés de distribution : De Laurentiis Entertainment Group (États-Unis), AMLF (France)
- Budget : 8-10 millions $[3],[4]
- Pays :  États-Unis
- Langue : anglais
- Format : couleur (Technicolor) — 35 mm — 2,35:1 — son Dolby Stéréo[5]
- Genre : Action, policier et thriller
- Durée : 106 minutes
- Dates de sortie : 
  - États-Unis : 6 juin 1986
  - France : 16 juillet 1986
- Classification : R (Restricted) aux États-Unis, tous publics en France[6],[Note 1]
- Affiche : Jean Mascii (France)

## Distribution
- Arnold Schwarzenegger (VF : Patrick Floersheim) : le shérif Mark Kaminski
- Kathryn Harrold (VF : Évelyn Séléna) : Monique
- Darren McGavin (VF : Jacques Deschamps) : l'agent du FBI Harry Shannon
- Sam Wanamaker (VF : Yves Massard) : Luigi Patrovita
- Paul Shenar (VF : Jean Barney) : Paulo Rocca
- Steven Hill (VF : Yves Barsacq) : Martin Lamanski
- Joe Regalbuto (VF : Edgar Givry) : Marvin Baxter
- Robert Davi (VF : Georges Berthomieu) : Max Keller
- Ed Lauter (VF : Roland Ménard) : l'inspecteur Baker
- Mordecai Lawner (en) (VF : Michel Mella) : Marcellino
- Blanche Baker (VF : Monique Thierry) : Amy Kaminski
- Louise Robey (en) (VF : Martine Irzenski) : la fille de Lamanski
- Victor Argo : l'homme dangereux
- George P. Wilbur : un tueur
- Denver Mattson : un tueur
- Thomas Rosales Jr. : Jesus

## Production
Arnold Schwarzenegger a accepté de tourner ce film à condition que le contrat le liant au producteur Dino De Laurentiis, qui a produit Conan le Barbare, film qui lança la carrière de l'acteur et le faisant accéder au rang de star, soit annulé. Il confiera même que le film représentait « une étape importante », car à côtés des scènes d'action, « il y a des scènes plus délicates à tourner » où ils se trouvaient face à des comédiens confirmés et voulait se montrer à la hauteur, en étant aidé par le réalisateur. 
Le tournage a débuté le 19 octobre 1985 s'est déroulé à Castle Hayne, Chicago et Wilmington. La raffinerie que fait exploser Arnold Schwarzenegger porte le nom d'« Irvin Oil Processing Company », clin d'œil au réalisateur du film, John Irvin. Arnold Schwarzenegger et Robert Davi rejoueront dans Expendables 3 mais ne font aucune scène commune.

## Sortie et accueil

### Réception critique
Aux États-Unis, le film n'obtint qu'un succès critique mitigé,. Il obtient un taux d'approbation de 31 % sur le site Rotten Tomatoes, pour seize commentaires collectées et une moyenne de 4,6/10. Le site Metacritic, ayant recensé douze critiques, lui attribue un score moyen de 44/100.
En France, les critiques positives sont rares à sa sortie. Le Parisien salue la manière de Schwarzenegger de tenter « malgré les apparences de changer de personnage », bien que restant « fidèle à son image de super héros, sinon insensible du moins invincible » et que le long-métrage est du « vrai cinéma d'action ». Pour France-Soir, « le film comporte quelques morceaux de pure virtuosité qui ne manquent pas de classe » et salue la prestation de Kathryn Harrold, qui « est jolie et a suffisamment d'humeur pour en passer quelquefois à son partenaire », ajoutant qu'« on ne s'ennuie pas avec ce 'Contrat' que le metteur en scène John Irvin a rempli de façon plutôt convenable ».

### Box-office
Le Contrat sort aux États-Unis le 6 juin 1986 avec une combinaison de départ de 1 731 salles. Pour son premier week-end à l'affiche, le long-métrage se hisse à la deuxième place du box-office avec 5 438 978 $ de recettes derrière Top Gun, mais devant le polar Cobra avec Sylvester Stallone, qui fut leader du box-office la semaine précédente. Néanmoins, ce démarrage est relativement décevant par rapport au précédent film avec Arnold Schwarzenegger en tête d'affiche, Commando, qui avait démarré en tête du box office avec plus 7 700 000 $ de recettes. Le week-end suivant, le film fait une baisse de 49% par rapport à son démarrage et dégringole à la cinquième place avec 2 761 395 $, alors qu'il a obtenu deux salles supplémentaires, soit un cumul de 10 273 848 $ depuis sa sortie. Le film quitte le top 10 hebdomadaire après sa troisième semaine d'exploitation et finit sa carrière avec 16 209 459 $ de recettes. S'il a peu près doublé son budget de production, Le Contrat n'est pas pour autant un succès commercial sur le territoire américain alors que Commando avait réussi à totaliser 35 100 000 $ de recettes pour un budget de 9 millions de $. Malgré son échec commercial en salles, Le Contrat deviendra populaire grâce à la sortie en location en VHS, bien que restant méconnu dans la carrière de Schwarzenegger.
En France, Le Contrat sort un mois plus tard, le 16 juillet 1986. Le film prend la tête du box-office avec 237 838 entrées pour sa première semaine d'exploitation, ce qui est un résultat tout aussi décevant en comparaison avec Commando, sorti cinq mois plus tôt sur le territoire français, qui avait totalisé 802 943 entrées en démarrage en prenant la première place. Le Contrat reste en tête du box-office français jusqu'au 11 août 1986 avec un cumul de 517 373 entrées et reste dans le top 10 hebdomadaire jusqu'au 8 septembre 1986, tout en peinant à atteindre le million d'entrées. Le film quitte le top 30 hebdomadaire la semaine du 1er au 7 octobre 1986 avec un cumul de 986 819 entrées. Le 31 décembre 1986, Le Contrat prend la 37e place du box-office annuel avec 1 018 714 entrées. Entre 1986 et l'année suivante, Le Contrat a enregistré 1 049 036 entrées. Durant tout son exploitation, Le Contrat totalise 1 094 365 entrées, se classant 33e meilleur score au box-office français de l'année 1986, ne rééditant pas le même succès que Commando, qui a fini sa carrière avec 2 577 215 entrées.

## Bande originale
- One Way Rider, interprété par Ricky Skaggs
- (I Can't Get No) Satisfaction, interprété par The Rolling Stones
- Kaminski Stomps, composé par Claude Gaudette, Tom Bähler (en), Chris Boardman et Albhy Galuten (en),
- If looks could kill, interprété par Pamela Stanley